# Princess Cyd
Princess Cyd es una película dramática de formación estadounidense de 2017 escrita y dirigida por Stephen Cone y protagonizada por Rebecca Spence, Jessie Pinnick y Ro White. La película se enfoca en Cyd, una adolescente que decide pasar el verano con su tía novelista en Chicago.

## Argumento
Cyd Loughlin, una adolescente de 16 años de Columbia, Carolina del Sur, no sabe qué hacer durante el verano. Su padre le propone enviarla a Chicago con su tía Miranda, una autora de ficción religiosa más o menos famosa. Aunque al principio las cosas son incómodas, poco a poco los dos se van acercando.

## Reparto
- Jessie Pinnick - Cyd Loughlin
- Rebecca Spence - Miranda Ruth
- Paul Brian Fagen - Entrenador de fútbol
- Keith Kupferer - Papá de Cyd
- Ro White - Katie Saufer (acreditado como Malic White)
- James Vincent Meredith - Anthony James
- Matthew Quattrocki - Ridley
- Tyler Ross- Tab

## Producción
El rodaje de Princesa Cyd se realizó en Chicago del 31 de agosto al 25 de septiembre de 2016. Cone había planeado originalmente que la historia se desarrollaría en Carolina del Sur, al igual que su película de 2011, The Wise Kids, y decidió trasladarla a Chicago después de visitar amigos en dicha ciudad. En entrevistas, compartió «Pensé que fácilmente una de estas casas podría estar habitada por una reconocida autora de Chicago, y que tal vez este fuera un cuento de verano ambientado en Chicago. Así que, de repente, esta excursión a Chicago, liderada por mujeres, se convirtió en una carta de amor a las mujeres, una carta de amor a Chicago, una carta de amor a la identidad queer».
El personaje de Katie fue escrito sin un género en mente, y no se decidió hasta la elección del reparto si el personaje sería masculino, femenino o no binario.
Los herederos de James Baldwin dieron un permiso especial para usar extractos de su obra durante la escena de la cena.

## Recepción
Princess Cyd recibió una respuesta positiva de los críticos de cine, apareciendo en las listas de lo mejor de 2017 en Vanity Fair, Vox, Vulture, IndieWire y NPR, entre otros. En el sitio web agregador de reseñas Rotten Tomatoes, la película tiene un índice de aprobación del 95% basado en 44 reseñas. Su consenso de críticos dice: "Princess Cyd desafía las convenciones de la mayoría de edad para ofrecer una mirada dulcemente discreta, pero profundamente resonante, a las relaciones fundamentales". Metacritic, con un promedio ponderado, le asignó a la película una puntuación de 72 sobre 100, basada en 10 críticos, lo que indica reseñas "generalmente favorables".
Calum Marsh, de The Village Voice, comparó la película favorablemente con la obra anterior de Cone, Henry Gamble's Birthday Party, y la calificó como "una comedia entrañable y emotiva sobre el autodescubrimiento, la mentoría y el amor". Otra reseña del mismo sitio, escrita por April Wolfe, señaló que retrataba a los personajes como demasiado indiferentes a la tragedia o los eventos traumáticos.
La película fue elogiada por Jude Dry de IndieWire, quien observó: "En su última película, Princess Cyd, el escritor y director residente en Chicago representa a sus personajes profundamente humanos con tanta precisión que es como si hubieran salido de la pantalla y entrado en tu sala. Además, las dos mujeres centrales son iguales encantadoras, torpes, anhelantes y perdidas. En resumen, son reales. Su complejidad es aún más impresionante viniendo de un cineasta masculino: Cone demuestra que es posible que los hombres escriban sobre mujeres sexualmente liberadas, empoderadas y autónomas".
Fernando Zamora, del periódico Milenio, observa que la película reflexiona sobre la transformación cultural que han vivido los países desarrollados en los últimos años a través de sus protagonistas, una adolescente y su tía de mediana edad. Además, resalta el personaje de Kate, un chico trans que no sabe qué hacer de su vida, dándole mayor realismo a la historia.